# オスカル・バレス
オスカル・バレス・バレラ（Óscar Vales Varela、1974年9月13日 - ）は、スペイン・バスク州ビルバオ出身の元サッカー選手、サッカー指導者。現役時代のポジションはDF。

## 経歴
アスレティック・ビルバオのカンテラで育成され、1993-94シーズンの4月6日、プリメーラ・ディビシオンのレアル・オビエド戦にてトップチームデビューを果たした。トップチーム昇格3シーズン目の1995-96シーズンからレギュラーに定着し、1997-98シーズンから2シーズンはセルタ・デ・ビーゴにレンタル移籍をした。レンタルバック後は定期的に出場機会を得ていたが、2003年にエルネスト・バルベルデが加入すると、出番が激減し、2004-05シーズン終了後に現役を引退した。